# Frank Bannert

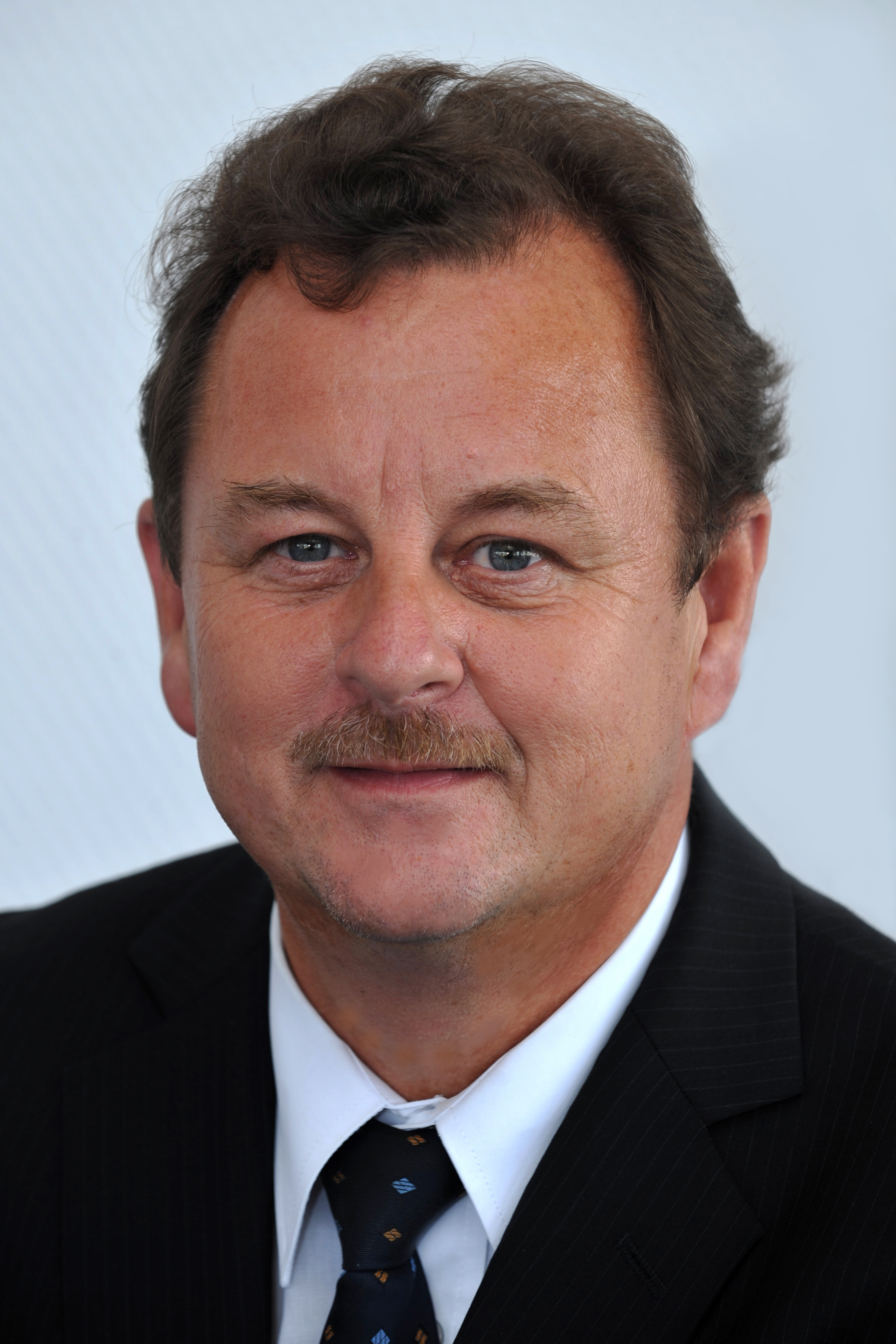
Frank Bannert (2009)

Frank Bannert (* 30. Oktober 1956 in Neumark; † 10. Juli 2019) war ein deutscher Kommunalpolitiker (FDP, CDU) und vom 1. Juli 2007 bis zu seinem Tod Landrat des Saalekreises in Sachsen-Anhalt.

## Werdegang
Bevor er nach der Wende zur Kreisverwaltung Merseburg-Querfurt wechselte, war Bannert nach seinem Studium am Institut für Lehrerbildung in Weißenfels bis 1990 Lehrer für Englisch und Musik in Braunsbedra. Von 1990 bis 1995 war er Mitglied der FDP. 1995 trat er zur CDU über und wurde 2001 Vorsitzender des CDU-Kreisverbandes Merseburg-Querfurt (ab 2006 auch des Kreisverbandes Saalekreis). Von 2001 bis 2007 war er 1. Beigeordneter des Landkreises Merseburg-Querfurt und zuständig für Jugend, Bildung, Finanzen, Kultur und Soziales.
Bei der Wahl des Landrates des im Zuge der zweiten Kreisgebietsreform am 1. Juli 2007 neu entstandenen Landkreises Saalekreis setzte er sich am 4. Mai 2007 in einer Stichwahl mit 50,5 Prozent der Stimmen knapp gegen seinen Mitbewerber Steffen Eichner (SPD) durch, der 49,5 Prozent der Stimmen erreichte. Sieben Jahre später bekam er bei der Stichwahl am 15. Juni 2014 59,1 Prozent der Stimmen, seine Mitbewerberin Kerstin Eisenreich (Die Linke) 40,9 Prozent. Nach seinem Tod wurde sein Stellvertreter Hartmut Handschak am 29. September 2019 zu Bannerts Nachfolger gewählt.

## Leben
Frank Bannert war verheiratet und hatte zwei Söhne. Er erlag am 10. Juli 2019 einer Krebserkrankung, die ihn bereits seit Anfang 2017 daran gehindert hatte, seine Ämter auszuüben.